# Зиангиров, Мухамед Султангирович
Мухамед Султангирович Зиангиров (1923-1943) — ефрейтор Рабоче-крестьянской Красной Армии, участник Великой Отечественной войны, Герой Советского Союза (1944).

## Биография
Мухамед Зиангиров родился в 1923 году на территории современного Янгиюльского района Ташкентской области Узбекистана. После окончания начальной школы работал в колхозе. В 1942 году Зиангиров был призван на службу в Рабоче-крестьянскую Красную Армию и направлен на фронт Великой Отечественной войны. К сентябрю 1943 года ефрейтор Мухамед Зиангиров был автоматчиком 198-го отдельного армейского заградительного отряда 6-й армии Юго-Западного фронта. Отличился во время битвы за Днепр.
26 сентября 1943 года во время переправы через Днепр в районе села Войсковое Солонянского района Днепропетровской области Украинской ССР вражеский снаряд разбил понтон. Рискуя своей жизнью, Зиангиров спас из воды товарища. На западном берегу Днепра он принял активное участие в захвате и удержании плацдарма, несколько раз ходил в разведку, добывая важные данные о противнике. 27-28 сентября отражал немецкие контратаки, получил ранение, но продолжал сражаться. 30 сентября Зиангиров погиб в бою. Похоронен в Войсковом.
Указом Президиума Верховного Совета СССР от 19 марта 1944 года ефрейтор Мухамед Зиангиров посмертно был удостоен высокого звания Героя Советского Союза. Также был награждён орденами Ленина и Отечественной войны 1-й степени, медалью.